# Walt Disney's Serier - Den Kompletta Årgången
"Walt Disney's Serier – Den kompletta årgången" är en bokserie med disneyserier utgiven av Egmont Kärnan. Utgivningen, som startade 2008, samlar de äldsta årgångarna av serietidningen Walt Disney's Serier, från 1954 och framåt.
Utöver faksimiltryck av tidningarna innehåller varje bok även ett förord skrivet av en ankist eller annan serievetare. Ämnen som behandlats i dessa förord inkluderar bl.a. seriehistoria, biografiska översikter, tematiska litterära analyser och personliga nostalgiska tillbakablickar.
| Bok                                        | Innehåller Walt Disney's Serier               | Förord                                                                                          | Tryckår |
| ------------------------------------------ | --------------------------------------------- | ----------------------------------------------------------------------------------------------- | ------- |
| 1954 Del 1, Svärdet och Rosen              | Innehåller Walt Disney's Serier nr. 3-7/1954  | Walt Disneys serier – Sveriges bästa serietidning? av Germund von Wowern                        | 2008    |
| 1954 Del 2                                 | Innehåller Walt Disney's Serier nr. 8-12/1954 | Kalle Anka & C:o - idel klassiker av Fredrik Strömberg                                          | 2008    |
| 1955 Del 1                                 | Innehåller Walt Disney's Serier nr. 1-7/1955  | Torsdags uppfostran av Claes Reimerthi (om hur Robinson Crusoes Fredag speglats i Disneyserier) | 2008    |
| 1955 Del 2, En världsomsegling under havet | Innehåller Walt Disney's Serier nr. 8-12/1955 | Femtiotalets Disneyserier: Varför just Barks? av Germund von Wowern                             | 2008    |
| 1956 Del 1, Bäverdalen, Davy Crockett      | Innehåller Walt Disney's Serier nr. 1-6/1956  | Bävrar, pälsmössor och andra skogsdjur av Fredrik Strömberg                                     | 2009    |
| 1956 Del 2, Det afrikanska lejonet         | Innehåller Walt Disney's Serier nr. 7-13/1956 | Dumbo – elefanten som räddade Disney av Claes Reimerthi                                         | 2009    |